# PlayStation Move Heroes - Insieme per la prima volta
PlayStation Move Heroes - Insieme per la prima volta (PlayStation Move Heroes; noto anche come Heroes in the Move) è un videogioco d'azione del 2011 sviluppato da Nihilistic Software e pubblicato da Sony Computer Entertainment per PlayStation 3. Il gioco è un crossover tra le tre serie di videogiochi (Ratchet & Clank, Jak and Daxter e Sly Cooper), i cui protagonisti uniscono le loro forze in un'avventura intergalattica che supporta il controller di movimento PlayStation Move.

## Trama
Sei eroi di tre universi differenti, Ratchet, Clank, Jak, Daxter, Sly Cooper e Bentley, si ritrovano assieme per la prima volta dopo che i due misteriosi personaggi, Lunk e Gleeber, ha sottratto delle parti dei loro rispettivi mondi, riunendoli e costringendoli ad affrontare diverse sfide per stabilire chi sia l'eroe definitivo.

## Modalità di gioco
PlayStation Move Heroes si compone di una serie di minigiochi strutturati in missioni, dove si potranno eliminare i nemici utilizzando il Move come se fosse una frusta o puntandolo verso un punto preciso dello schermo come un'arma da fuoco. Le prove d'abilità richiederanno invece di colpire i bersagli controllando dischi o sfere. Gli obiettivi da conseguire saranno il salvataggio di altri personaggi, l'eliminazione di ondate di nemici in successione e la distruzione di determinati elementi presenti nello scenario entro un determinato limite di tempo. Il gioco può essere giocato in multigiocatore fino ad un massimo di due persone ed esclusivamente in locale, tuttavia il secondo giocatore non potrà controllare un personaggio vero e proprio e dovrà limitarsi ad aiutare l'amico mirando e sparando agli obiettivi.

## Accoglienza
La rivista Play Generation diede al gioco un punteggio di 65/100, apprezzando il carisma dei personaggi e l'implementazione dei controlli di movimento e come contro i minigiochi poco originali e ripetitivi e la longevità che si rivelava insufficiente, trovandolo un titolo mediocre che spiccava solo per i suoi protagonisti e per gli ottimi controlli del Move.